# Mann aus Apulien
Mann aus Apulien (vollständiger Titel: Mann aus Apulien: Die privaten Papiere des italienischen Staufers Friedrich II., römisch-deutscher Kaiser, König von Sizilien und Jerusalem, Erster nach Gott, über die wahre Natur der Menschen und der Tiere, geschrieben 1245-1250) ist ein historischer Roman von Horst Stern über Kaiser Friedrich II. aus dem Jahr 1986.

## Inhalt
Stern, der sich seit frühester Jugend mit den Naturwissenschaften und der Tierwelt beschäftigte, hat hier sein Geschichtswissen über den deutschen Kaiser zusammengefasst. In moderner Poesie versuchte er die intellektuelle Gedankenwelt, die philosophischen und naturgeschichtlichen Überlegungen sowie die dunklen Träume zwischen Genie und Wahnsinn an der Brücke zwischen europäischer und arabischer Empfindsamkeit darzustellen. Der Diskurs mit dem Christentum äußert sich unter anderem in der Beschreibung eines (historisch nicht belegten) Treffens mit Franz von Assisi. Eine wesentliche Rolle spielt auch ein poetisierter Erotizismus. Das Buch ist in der Ich-Form geschrieben.

## Ausgaben
- Mann aus Apulien. Kindler, München 1986, ISBN 3-463-40010-3.
- Mann aus Apulien. Knaur Taschenbuch, München 1988, ISBN 3-426-02044-0.
- Mann aus Apulien. Taschenbuch, rororo, 2005, ISBN 3-499-23986-8.